# Колледжвілл (Індіана)
Колледжвілл (англ. Collegeville) — переписна місцевість (CDP) в США, в окрузі Джеспер штату Індіана. Населення — 84 особи (2020).

## Географія
Колледжвілл розташований за координатами 40°54′21″ пн. ш. 87°9′40″ зх. д. / 40.90583° пн. ш. 87.16111° зх. д. (40.905904, -87.161197).  За даними Бюро перепису населення США в 2010 році переписна місцевість мала площу 2,93 км², уся площа — суходіл.

## Демографія
Згідно з переписом 2010 року, у переписній місцевості мешкало 330 осіб у 27 домогосподарствах у складі 22 родин. Густота населення становила 113 особи/км².  Було 30 помешкань (10/км²).
Расовий склад населення:
| - 83,0 % — білих - 11,8 % — чорних або афроамериканців - 0,6 % — азіатів - 0,3 % — корінних американців - 1,2 % — осіб інших рас |

До двох чи більше рас належало 3,0 %. Частка іспаномовних становила 4,5 % від усіх жителів.
За віковим діапазоном населення розподілялося таким чином: 5,2 % — особи молодші 18 років, 91,8 % — особи у віці 18—64 років, 3,0 % — особи у віці 65 років та старші. Медіана віку мешканця становила 20,6 року. На 100 осіб жіночої статі у переписній місцевості припадало 226,7 чоловіків;  на 100 жінок у віці від 18 років та старших — 226,0 чоловіків також старших 18 років.
Цивільне працевлаштоване населення становило 256 осіб. Основні галузі зайнятості: освіта, охорона здоров'я та соціальна допомога — 41,0 %, мистецтво, розваги та відпочинок — 27,3 %, роздрібна торгівля — 16,0 %, науковці, спеціалісти, менеджери — 5,1 %.